# Skokovy
Skokovy je vesnice, část obce Žďár v okrese Mladá Boleslav. Nachází se asi 2,5 kilometru jihovýchodně od Žďáru. Vesnicí protéká Přední Žehrovka. Skokovy leží v katastrálním území Žehrov o výměře 5,82 km².

## Historie
První písemná zmínka o vesnici pochází z roku 1543. I když archeologické nálezy naznačují výrazně starší osídlení.
Vesnice na přelomu 19. a 20. st. proslula svými rašelinnými lázněmi lidové léčitelky Klotildy Hoppeové, později MUDr. Josefa Hradila

## Lázně
Lázně, které svého času navštěvovaly i známé osobnosti jako Max Švabinský založila lidová léčitelka Klotilda Hoppeová. Nejdříve od roku 1898 se svým manželem provozovala hostinec čp. 13 a následně vybudovala lázeňské objekty s čp. 17.
Klotilda Hoppeová, známá jako Skokovská zázračná bába byla často popotahována úřady, protože pro léčení neměla povolení. Dříve než ve Skokovech, usadila se v Boží Vodě u Mladé Boleslavi. Lázeňskou a léčitelskou činnost ve Skokovech kamuflovala jako ubytovávání výletníků a tvrzením, že léčí jen zadarmo. Tato obhajoba však nebyla dostatečná a byla párkrát odsouzena k několika týdnům vězení.
Aby svou praxi mohla nadále provozovat, využívala spolupráce (nebo krytí) s lékaři MUDr. Eisnerem (ten byl za krytí a získávání provizí odsouzen), MUDr. Jírou a MUDr. Josefem Hradilem, který lázně po smrti Skokovské báby 12. dubna 1923 převzal a jako majitel zároveň vedl.
Lázně byly určeny pro následující indikace: chudokrevnost, celková slabost, rekonvalescence po těžkých chorobách, tučnost, dna, rheumatismus kloubní a svalový, neuralgie (ischias), choroby ústrojů zažívacích a dýchacích, ženské choroby, exsudáty.
Později byly objekty lázní využívány pro jiné než lázeňské účely. Během německé okupace sloužily jako středisko Hitlerjugend.
12. 9. 1949 byla na objekt lázní Okresním národním výborem uvalena národní správa a správcem byl jmenován KNV Liberec. 22. 11. 1949 bylo zamítnuto odvolání majitelů. Po vyvlastnění se z lázní stal domov pro děti řeckých uprchlíků. Do konce roku byly ubytovány první děti a v čp. 17 a 20 proběhly opravy a dostavba zděných dřevníků a chlévů pro vepře. O Vánocích 1949 bylo v domově ubytováno 49 osiřelých dětí ve věku od 3 do 6 let.
V roce 1950 se počet dětí rozrostl na 122 (plus 9 osob řeckého personálu) a domov na KNV předložil návrh nájemní smlouvy na čp. 13 (budova hostince) v majetku O. Hanuše (dle shody s rodným příjmením Klotildy Hoppeové patrně její dědic).
31. 8. 1951 byl domov pro řecké děti zrušen.
Objekty byly později využívány pro dětské tábory a stranickou rekreaci. Po roce 1989 se objekt vrátil původním majitelům, dostal název Penzion Espero a sloužil k rekreací seniorů, nebo setkávání esperantistů. Dnes již je objekt lázní (čp. 17) zbořen, ale hostinec (čp. 13) pod názvem Ráj stále existuje.

## Galerie

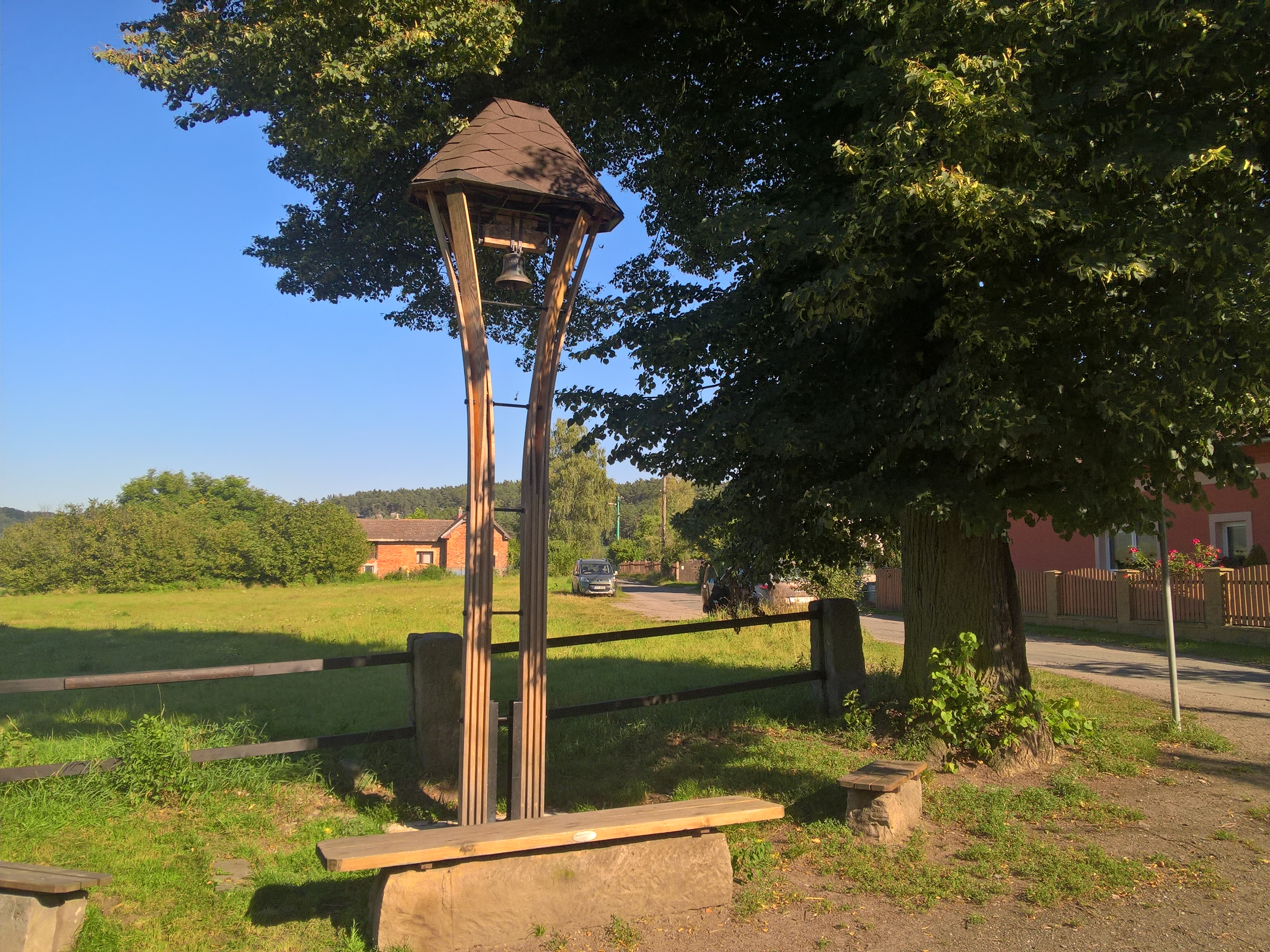
Sloupcová zvonice u hostince
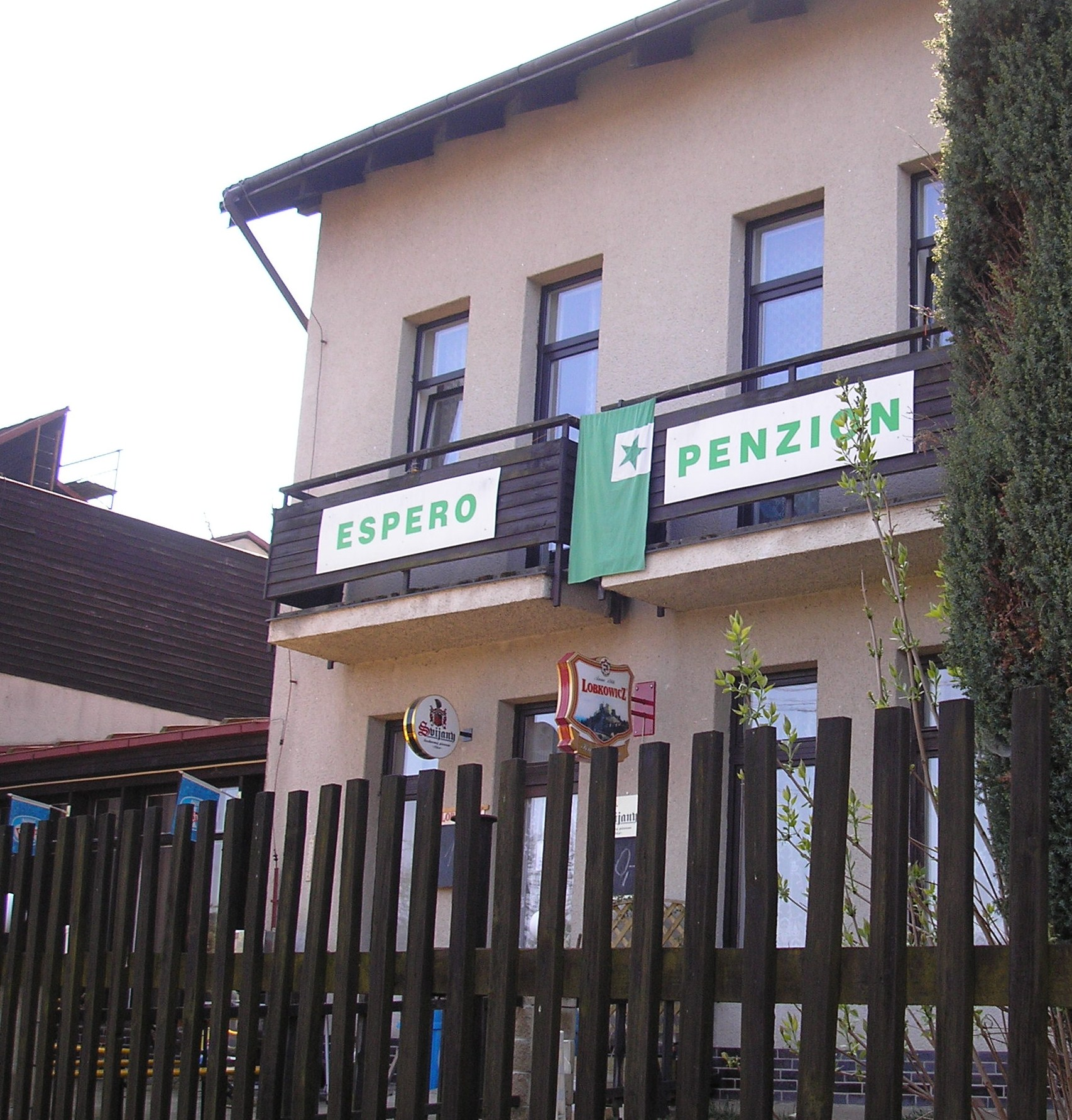
Penzion